# Georges de Mathan
Pour les autres membres de la famille, voir famille de Mathan.
Georges de Mathan, marquis de Mathan est né le 17 août 1771 au château de Caen et mort le 27 juillet 1840 à Vanves (Hauts-de-Seine). Chambellan de l'Empereur, maréchal de camp, pair de France, chevalier de l'ordre royal de Saint-Louis, commandeur de la Légion d'honneur.

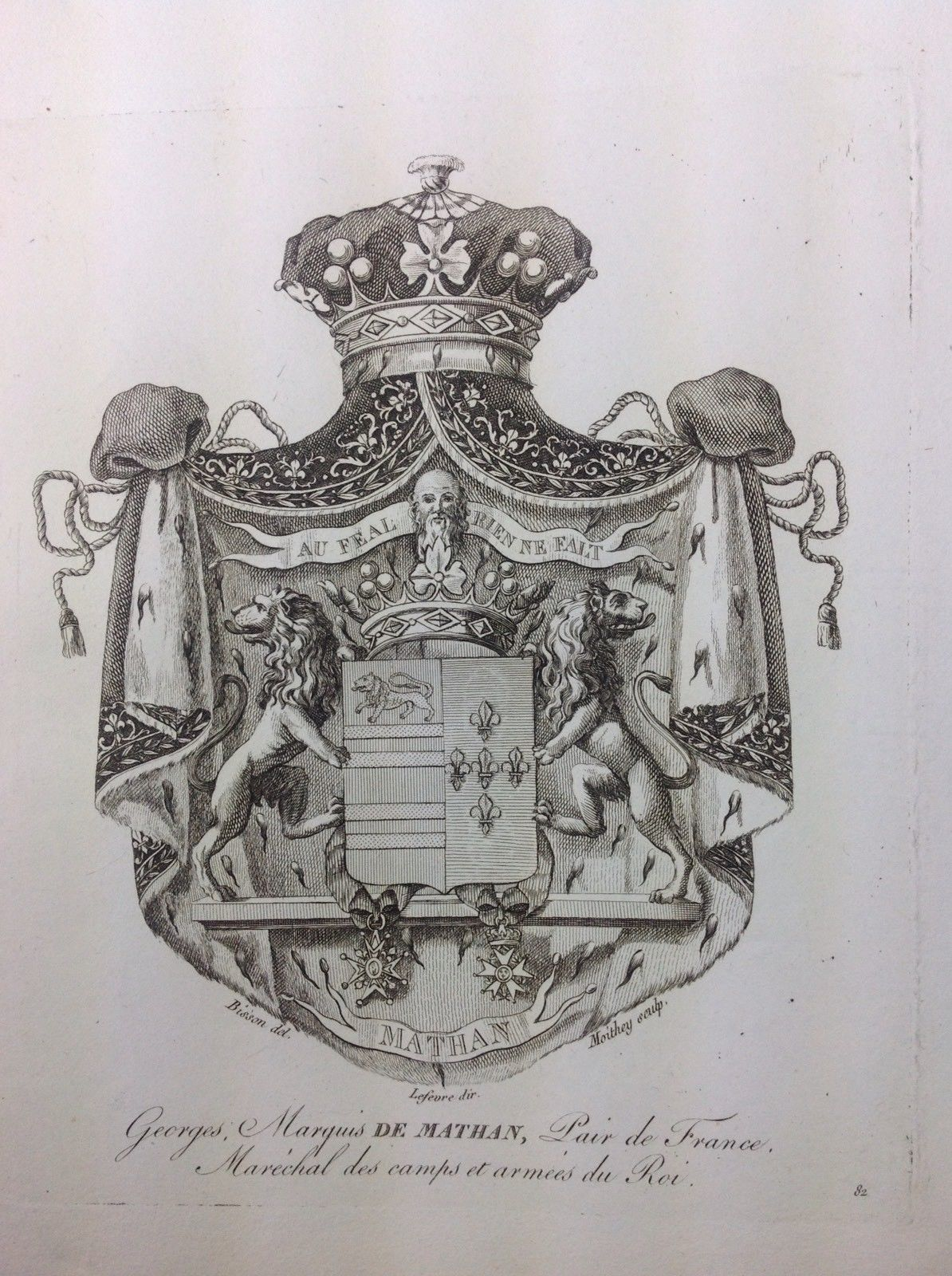
"Georges, marquis de Mathan, Pair de France, maréchal des camps et armées du roi"

## Famille
Georges de Mathan, est le quatrième marquis de Mathan. Il est issu de la famille de Mathan, originaire de Saint-Lô en Normandie. La famille de Mathan, de noblesse chevaleresque depuis 1341, obtient le titre de marquis à titre héréditaire sous Louis XV en 1736. 
Ses armes portent "de gueules à 2 jumelles d'or et un lion passant du même chef". 
Fils de Louis de Mathan, troisième marquis de Mathan (1719-1797), chevalier de l'Ordre royal de Saint-Louis, frère du gouverneur du château de Caen et d'Anne Angélique Louise de Savary, il épouse le 26 mai 1827 au château de Vaussieux, Isaure Marie Louise d'Héricy (1800-1887), fille d'un chef de bataillon, écuyer de l'Empire, qui lui donne deux enfants, dont un fils, Georges, cinquième marquis de Mathan (1830-1909) à l'origine de la lignée subsistante. Ce dernier épousa à la paroisse Sainte-Clotilde le 29 juin 1858, Charlotte Godart de Belbeuf (1835-1926), fille de Antoine-Louis-Pierre-Joseph Godart de Belbeuf et Claudine Béatrix Terray.

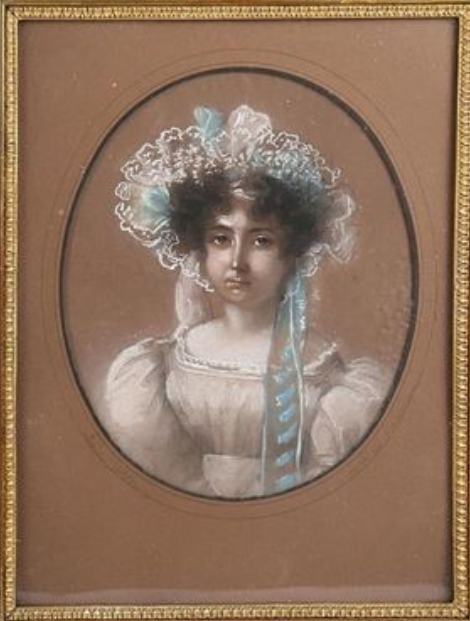
Isaure d'Héricy (épouse de Georges de Mathan), marquise de Mathan

## Biographie
Dès l'âge de 14 ans, Georges de Mathan s'engage en 1785 à Versailles dans la Compagnie des Chevau-légers de la Garde qui relève directement de la Maison militaire du roi Louis XVI.
Il obtient provisoirement sous l'Ancien régime de Louis XVI le grade de lieutenant, mais son Corps est licencié avant même le début de la Révolution de 1789.
Il émigre en 1791 dans l'Armée des princes qui, après une campagne décevante est dissoute en 1792. Il décide alors de partir en Angleterre pour s'y réfugier avec de nombreux émigrés royalistes. Il échappe aux sirènes du comte d'Artois et du comte de Puisaye qui embauchent en masse pour la bataille de Quiberon en 1795.
En 1802, Napoléon Bonaparte, Premier consul, offre une amnistie générale aux émigrés par le sénatus-consulte du 
6 floréal an X (26 avril 1802). Les émigrés en profitent pour rentrer en France et beaucoup vont s'engager dans l'armée ou dans l'administration. C'est le cas de Georges de Mathan qui est nommé commandant de la Garde nationale de Caen en 1804.
En 1811, il commande la compagnie des gardes d'honneur à cheval du Calvados. En 1813, il est colonel, commandant le 1er régiment de  gardes d'honneur de la Garde impériale et il participe à la bataille de Leipzig à la tête de son régiment.
Sous la Restauration, il est nommé maréchal de camp par le roi Louis XVIII, général commandant le Calvados en 1816. 
Enfin, il achève sa carrière comme  pair de France.

## Descendance
La descendance connue de Georges de Mathan et Isaure Marie Louise d'Héricy est la suivante :
- Georges de Mathan (x Isaure Marie Louise d'Héricy)
  - Georges François de Mathan (x Charlotte Godart de Belbeuf)
    - Madeleine (x Charles de Siresme de La Ferrière)
      - Irène, Jeanne (x Paul de Brunville)

    - Françoise (x Albert de Foucault)
      - Yves, Pierre (x Geneviève de Rouvroy de Saint-Simon - xx : Henriette d'Aigneaux), Henri (x Marguerite Lamour de Caslou), Robert

    - Georges (x Yvonne de la Haye-Jousselin)
      - Alix (et Raoul Costa de Beauregard), Georges (x Isabelle Lamour de Caslou), Simone

    - Claude (x Charles Gaspard Pandin de Narcillac)
    - Jean (x Jeanne de Limairac)
    - Robert
    - Pierre (Compagnie de Jésus)
    - Adrien (x Valentine de Bengy de Puyvallée)
    - Jacques
    - Raoul (x Renée de Valori)
    - Marguerite
    - Charlotte (x Robert Ducroquet de Guyencourt)

  - Sara Geneviève de Mathan (x Robert Ambroise de Faret de Fournès)
    - Jeanne (x Eugène-Auguste-Xavier de Valori)
    - Odette (x Alphonse Rochaïd Dahdah)

## Sources
- Notice biographie écrite à l'occasion du décès de Georges de Mathan (par M. Latrouette)[Où ?]
- « Georges de Mathan », dans Adolphe Robert et Gaston Cougny, Dictionnaire des parlementaires français, Edgar Bourloton, 1889-1891 [détail de l’édition]